# Кнегт, Шинки
Шинки Кнегт (нидерл. Sjinkie Knegt; род. 5 июля 1989 года) — нидерландский шорт-трекист, участник Олимпийских игр 2010, 2022 годов, бронзовый призёр 2014 года, серебряный призёр 2018 года, пятикратный чемпион мира, 20-тикратный чемпион Европы.

## Спортивная карьера
Шинки Кнегт родился в небольшой деревушке Бантега. Он начал кататься на коньках в возрасте 9 лет на ледовой арене Тиалф в Херенвене, пройдя курс из 10 занятии. Через год он уже занимался в юношеской команде в "Shorttrack Club Thialf". Во время одной из тренировок его пригласили в шорт-трек и ему это понравилось. Уже через 2 года Шинки удалось даже выигрывать соревнования в детской категории. В 2007 году он выиграл Национальный чемпионат Нидерландов среди юниоров, победив на всех дистанциях.
В возрасте 17 лет в сезоне 2007/08 годов его пригласили на Национальный отбор под руководством Джона Монро, где прошёл квалификацию на первый этап Кубка мира. В январе 2008 года на юниорском чемпионате мира в Больцано занял 25-е место в общем зачёте, а в феврале выиграл бронзовую медаль в беге на 1500 м на чемпионате Нидерландов и занял 4-е место в общем зачёте. 
В январе 2009 года Шинки дебютировал на чемпионате Европы в Турине, где с командой завоевал серебряную медаль в эстафете и занял 23-е место в личном зачёте многоборья. В марте стартовал на чемпионате мира в Вене и занял 7-е место на дистанции 1000 м. В начале 2010 года стал 8-м на чемпионате Европы в Дрездене.
Он впервые принял участие в Олимпийских играх в Ванкувере в 2010 году, где участвовал на 3-х дистанциях (лучший результат — 3 место в четвертьфинале в беге на 1000 метров). На дистанции 1500 м занял 14-е место, а на 500 м - 28-е место. Следом участвовал на чемпионате мира в Софии и занял 18-е место в абсолютном зачёте.
В декабре 2010 года Кнегт занял 2-е место на дистанции 1000 м на кубке мира в Шанхае. На чемпионате Европы в Дрездене в 2011 году он завоевал золотые медали в беге на 1500 м и в эстафете, бронзовую в беге на 500 м и занял 2-е место в общем зачёте многоборья. В феврале выиграл чемпионат Нидерландов в общем зачёте, а в марте на чемпионате мира в Шеффилде занял 22-е место в многоборье.
В ноябре 2011 года на Национальном чемпионате по отдельным дистанциям в беге на 1000 м он выиграл золотую медаль, а уже в январе 2012 года одержал очередную победу в абсолютном зачёте на чемпионате Европы в Млада-Болеславе, выиграв четыре золотые медали. Следом на чемпионате мира в Шанхае вместе с командой выиграл серебряную медаль в эстафете и поднялся на 6-е место в многоборье.
Через год на чемпионате Нидерландов Кнегт занял 3-е место в общем зачёте, а через две недели на очередном чемпионате Европы в Мальмё выиграл золото на дистанции 1500 м, серебро на 500 м и общем зачёте, а также в эстафете. На чемпионате мира в Дебрецене завоевал серебро в беге на 1000 м и бронзу в эстафете, а в общем зачёте занял 5-е место. В ноябре на Кубке мира в Турине он занял 3-е место в беге на 1500 м.
В начале 2014 года Кнегт стал ещё раз чемпионом Нидерландов в общем зачёте, а на чемпионате Европы в Дрездене взял два серебра. В России Шинки Кнегт стал известен после этого чемпионата Европы. На финишной прямой эстафеты он, не сдержав эмоций, показал россиянину Виктору Ану средний палец и изобразил в его сторону пинок. В результате Кнегта оставили без бронзовой медали в многоборье. Российская сторона спокойно отнеслась к инциденту.
На зимних Олимпийских играх в Сочи сумел завоевать бронзовую медаль на дистанции 1000 метров. Это была первая медаль в истории голландской сборной по шорт-треку на Олимпийских играх. Также занял 12-е место в беге на 1500 м, 8-е в беге на 500 м и 4-е в эстафете. Месяц спустя на чемпионате мира в Монреале стал чемпионом мира в эстафете и серебряным призёром на дистанции 1000 м.  
В сезоне 2014/15 года на кубке мира он занял на дистанции 1000 м 2-е место в общем зачёте. На январском чемпионате Европы в Дордрехте Кнегт стал ещё раз абсолютным чемпионом, выиграв 3 золотых и серебряную медаль, а также занял 3-е место в эстафете. Через полтора месяца он также выиграл абсолютное первенство на чемпионате мира в Москве, при  этом выиграл только одну серебряную медаль в личном зачёте в беге на 1500 м и победил в суперфинале на 3000 м.
В сезоне 2015/16 годов Кнегт выиграл серебро в общем зачёте на дистанции 1500 м. На чемпионате Европы в Сочи 2016 года выиграл золотые медали в беге на 500 м и в эстафете, и впервые за несколько лет не попал на подиум в общем зачёте, заняв 4-е место. Из-за лихорадки он не смог принять участие в национальном чемпионате в Амстердаме. В феврале сломал три ребра после тяжелого падения на Кубке мира в Дордрехте, из-за чего не смог участвовать в марте на чемпионате мира.
13 ноября 2016 года на Кубке мира в Солт-Лейк-Сити Шинки установил мировой рекорд на дистанции 1500 м с результатом 2:07,943 сек. Он также выиграл общий зачёт на этой дистанции в сезоне 2016/17 годов. В 2017 году на чемпионате Европы в Турине вновь завоевал золотые медали в беге на 500 м и в эстафете, и смог занять 3-е место в личном зачёте многоборья. В марте на чемпионате мира в Роттердаме стал серебряным призёром в абсолютном зачёте.
В сезоне 2017/18 годов на Кубке мира он занял 2-е место в беге на 1500 м в общем зачёте, а в январе 2018 года на чемпионате Европы в Дрездене выиграл пять золотых медалей и выиграл звание абсолютного чемпиона в очередной раз. На Олимпийских играх в Пхёнчхане, в первый день соревнований, Шинки, на дистанции 1500 метров сумел финишировать 2-м и завоевать серебряную медаль, а на дистанции 1000 м занял только 16-е место.
После игр Шинки принял участие в чемпионате мира в Монреале, где выиграл бронзу на дистанции 1000 м. Сезон 2018/19 годов он начал в ноябре на Кубке мира в Калгари, где занял 3-е место в мужской эстафете и 2-е в смешанной эстафете. Выиграл в беге на 1500 м в Солт-Лейк-Сити и стал 2-м в смешанной эстафете, а в декабре, после 2-го места на дистанции 1000 м и 1-го в эстафете он получил серьёзную травму икроножной мышцы после аварии с вилочным погрузчиком.
В январе 2019 года он получил серьёзные ожоги лица, груди, ног и ступней после того, как его одежда загорелась, когда он зажигал дровяную печь дома. В том же месяце ему потребовалась пересадка кожи на обеих ногах. Кнегт вернулся к соревнованиям в феврале 2020 года на Кубке мира в Дордрехте, где с командой выиграл серебро в эстафете. В декабре на Национальном чемпионате по отдельным дистанциям одержал победы на дистанциях 500 и 1000 м. 
В январе 2021 года он занял 4-е место в общем зачёте чемпионата Нидерландов, а следом на чемпионате Европы в Гданьске выиграл бронзовую медаль в беге на 1500 м и золотую в эстафете. В марте на чемпионате мира в Роттердаме помог команде выиграть золотую медаль в эстафете. В сезоне 2021/22 годов на Кубке мира в Пекине Кнегт выиграл золото в эстафете и занял 2-е место в смешанной эстафете, а в Дордрехте стал 2-м в беге на 1500 м и занял 1-е место в смешанной эстафете.
В феврале 2022 года на зимних Олимпийских играх в Пекине он начал выступления в смешанной эстафете и с командой пришли в 4-му месту. На дистанции 1000 м выбыл в четвертьфинале, на 1500 м занял 20-е место, а в эстафете не пробился с товарищами в финал и заняли общее 7-е место. На чемпионате мира в Монреале в апреле завоевал серебряную медаль в эстафете, и занял лучшее 4-е место на дистанции 1500 м.

## Личная жизнь и награды
Шинки Кнегт с 2018 года участвовует в соревнованиях международного уровня по автокроссу. В 2019 году он создал Фонд Sjinkie Knegt для поддержки людей, получивших серьёзные ожоги. Он основал организацию после того, как ему потребовалось стационарное лечение после бытового несчастного случая в январе 2019 года. Он был назван спортсменом года 2015 года в Нидерландах и спортсменом года по шорт-треку среди мужчин в сезоне 2015/16 годов Королевской голландской ассоциацией конькобежцев [KNSB]. А  также назван лучшим мужским шорт-треком в Нидерландах на гала-концерте Ard Schenk Awards 2018. Он женат на Фенне ван дер Валь, которая в повседневной жизни работает менеджером отдела в Hennes & Mauritz (H&M) и является владелицей "концептуального интернет-магазина" под названием "Myracle", у них есть дети Мирта и Мелле - 2015 и 2017 года рождения.